# 2019년 뉴욕 영화제
제57회 뉴욕 영화제는 2019년 9월 27일에 열린 시상식이다.

## 수상 (비경쟁)

### 장편 상영작
- 아이리시맨 - 마틴 스코세이지
- 결혼 이야기 - 노아 바움백
- 머더리스 브루클린 - 에드워드 노튼
- 애틀란틱스 - 마티 디옵
- 바쿠라우 - 클레버 멘돈사 필로 외 1명
- 빈폴 - 칸테미르 발라고프
- 파이어 윌 컴 - 올리버 라세
- 퍼스트 카우 - 켈리 라이카트
- 어 걸 미씽 - 후카다 코지
- 아이 워즈 앳 홈, 벗 - 앙겔라 샤넬렉
- 리베르테 - 알베르트 세라
- 마틴 에덴 - 피에트로 마르첼로
- 더 머니체인저 - 페데리코 베이로
- 오 머시! - 아르노 데스플레생
- 페인 앤 글로리 - 페드로 알모도바르
- 기생충 - 봉준호
- 포트레이트 오브 어 레이디 온 파이어 - 셀린 시아마
- 새터데이 픽션 - 로예
- 시빌 - 저스틴 트리엣
- 시너님즈 - 나다브 라피드
- 투 디 엔즈 오브 더 어스 - 구로사와 기요시
- 더 트레이터 - 마르코 벨로치오
- 아녜스가 말하는 바르다 - 아녜스 바르다
- 비탈리나 바렐라 - 페드로 코스타
- 와스프 네트워크 - 올리비에 아사야스
- 더 휘슬러스 - 코르넬리우 포룸보이우
- 더 와일드 구스 레이크 - 디아오 이난
- 영 아메드 - 장 피에르 다르덴 외 1명
- 좀비 차일드 - 베르트랑 보넬로

### 단편 상영작
- Party Day - Sofia Bost
- 블레스드 랜드 - 팜 응옥 란
- 키르쿰플렉토르 - 가스통 솔니츠키
- 산 비토레 - 유리 안카라니
- 쉬 런스 - 치우 양
- 샤크티 - 마르틴 레즈트만
- 데모닉 - 피아 보그
- 서브젝트 투 리뷰 - 테오 안소니
- 오토매틱 - 엠마 도시아디
- 므툰지 - 태보고 말레보고
- Control Plan - 훌리아나 안투네스
- 니믹 - 요르고스 란티모스
- 플리즈 스피크 컨티뉴즐리 앤드 디스크라이브 유어 익스페리언시즈 애즈 데이 컴 투 유 - 브랜든 크로넨버그
- 오스트랄 피버 - 토마스 우드로페
- 더 마블러스 미스어드벤쳐스 오브 더 스톤 레이디 - 가브리엘 아브란테스
- 굿 뉴스 - 조셉 스탠쿠스
- 카테리나 - 단 살리트
- 무빙 - 아디나 댄시거
- 포린 파워스 - 빙햄 브라이언트
- the thing that kills me the most - Jay Giampietro
- 더 스카이 이즈 클리어 앤 블루 투데이 - 리키 드암브로스
- 핏 모델 - 마이나 조셉
- 레잉 아웃 - 조안나 아르노우

### 스페셜 이벤트
- 아메리칸 트라이얼: 더 에릭 가너 스토리 - 로이 미싱어
- 커튼 클럽 - 프란시스 포드 코폴라
- 조커 - 토드 필립스

### 스포트라이트 온 다큐멘터리
- 45 세컨즈 오브 래프터 - 팀 로빈스
- 63 업 - 마이클 앱티드
- 비터 브레드 - 압바스 파델
- 더 북셀러스 - D.W. 영
- Born to Be - Tania Cypriano
- 불리. 카워드. 빅팀. 더 스토리 오브 로이 콘 - 아이비 미어로폴
- College Behind Bars - 린 노빅
- 커닝햄 - 알라 코브간
- 프리 타임 - 만프레드 커치하이머
- 마이 파더 앤 미 - 닉 브룸필드
- 올리버 색스: 히즈 오운 라이프 - 릭 번스
- 산티아고, 이탈리아 - 난니 모레티
- 스테이트 퓨너럴 - 세르히 로즈니차

### 회고전
- 아메리카 아메리카 - 엘리아 카잔
- 블록 파티 - 미셸 공드리
- 천국의 나날들 - 테렌스 맬릭
- 데드 맨 - 짐 자무쉬
- 대부 2 - 프란시스 포드 코폴라
- 분노의 포도 - 존 포드
- 더 하드 웨이 - 빈센트 셔먼
- 히 워키드 바이 나이트 - 알프레드 L. 워커 외 1명
- 리브 허 투 헤븐 - 존 M. 스탈
- 정열 - 잉그마르 베르히만
- 솔져 걸즈 - 닉 브룸필드 외 1명
- 스트리트 엔젤 - 프랭크 보제즈

### 프로젝션스
- 엔들리스 나이트 - 엘로이 엔시소
- 언 필름 드라마틱 - 에리크 보들레르
- 시간 속의 공간 - 토마스 하이제
- Trouble - Mariah Garnett
- 더 트리 하우스 - 츠엉민퀴
- Who Is Afraid of Ideology? - 마와 아사니오스
- 멈스 카드 - 루크 포울러
- Appearances and Disappearances: In Memory of Jonathan Schwartz - 조나단 슈왈츠
- 거리두기 - 미코 레베르자
- Come Coyote - Dani ReStack 외 1명
- Kansas Atlas - 페기 아이쉬
- 사프05 - 샤를로트 프로저
- 마이 스킨, 루미노스 - 가비노 로드리게즈 외 1명
- 더 바이트 - 페드로 네베스 마르케스
- The Prince of Homburg - Patrick Staff
- Tyrant Star - Diane Severin Nguyen
- 빌리 - 재커리 엡카
- 투 시스터스 후 아 낫 시스터스 - 비어트리스 깁슨
- Entire Days Together - 루이스 돈스첸
- 흐르보지, 룩 앳 유 프롬 더 타워 - 라이언 퍼코
- Houses (for Margaret) - Luke Fowler
- 더블 고스트 - 조지 클라크
- 블랙 버스 스탑 - 클라우드레나 하롤드 외 1명
- 어뮤즈먼트 라이드 - 니시카와 토모나리
- (투어리즘 스터디스) - 조슈아 젠 솔론즈
- Signal 8 - 사이먼 류
- 펠로리뉴, 데이 돈트 리얼리 케어 어바웃 어스 - 아코수아 아도마 오우수
- 컬러-블라인드 - 벤 러셀
- [[PHX [X is for Xylonite]]] - Frances Scott
- Receiver - Jenny Brady
- 소거스 연작 - 팻 오닐
- 디스 액션 라이즈 - 제임스 N. 키에니츠 윌킨스
- 어 토포그래피 오브 메모리 - 버락 세빅
- Culture Capture: Terminal Adddition - 아담 카릴 외 2명

### 리바이벌스
- 황금시대 - 루이스 부뉴엘
- 공작 부인 - 윌리엄 와일러
- 놀랍도록 줄어든 사나이 - 잭 아놀드
- 재즈 온 썸머스 데이 - 아람 아바키안 외 1명
- 르 프랑크 - 지브럴 좁 맘베티
- 리틀 걸 후 솔드 더 썬 - 지브럴 좁 맘베티
- 잊혀진 사람들 - 루이스 부뉴엘
- 인디안 섬머 - 발레리오 주를리니
- 사탄탱고 - 벨라 타르
- 검은 집 - 포르흐 파로허저드
- 키예프 프레스코스 - 세르게이 파라자노프
- 하콥 호브나타니안 - 세르게이 파라자노프
- 피로스마니의 주선율 위를 흐르는 아라베스크 - 세르게이 파라자노프
- Lu tempu di li pisci spata - 비토리오 드 세타
- Isole di fuoco - 비토리오 드 세타
- Pasqua in Sicilia - 비토리오 드 세타
- Surfarara - 비토리오 드 세타
- Contadini del mare - 비토리오 드 세타
- Parabola d'oro - 비토리오 드 세타
- Un giorno in Barbagia - 비토리오 드 세타
- Pescherecci - 비토리오 드 세타
- Pastori di orgosolo - 비토리오 드 세타
- 아이 디멘티카티 - 비토리오 드 세타

### 컨버전스
- Anthropocene: Carrara - 니콜라스 드 폰씨에 외 2명
- Anthropocene: Ivory Burn - 니콜라스 드 폰씨에 외 2명
- Anthropocene: Dandora - 니콜라스 드 폰씨에 외 2명
- Metro Viente - 마리아 벨렌 폰시오
- Eyelydian - Ryan Schmal Murray
- 고스트 플릿 - 섀넌 서비스 외 1명
- 집으로 보내줘 - 카산드라 에바니스코
- 당신의 사원은 망했습니다 - 존 쉬
- Last Whispers - Lena Herzog
- Homeless: A Los Angeles Story - Jonathan Glancy
- Eyelydian - Ryan Schmal Murray
- Holy Night - Casey Stein 외 1명
- The Raven - 랜스 웨일러 외 3명